# Vojaški muzej Slovenske vojske
Vojaški muzej Slovenske vojske (kratica VMSV) je vojaški muzej, ki deluje pod okriljem  Uprave republike Slovenije za vojaško dediščino Ministrstva za obrambo. Ustanovljen je bil 1. julija 2004 z reorganizacijo Centra za vojaškozgodovinsko dejavnost. Muzej tako spremlja, zbira, dokumentira, hrani, proučuje in raziskuje ter predstavlja muzejske predmete – priče zgodovinskih dogodkov, vsakdanjega življenja in ustvarjanja vojakov ter vojaštva na slovenskem etničnem prostoru – predmete, nosilce informacij o preteklosti. S tako komunikacijo omogoča strokovni vojaški, vojaškozgodovinski in širši javnosti vpogled v različna zgodovinska obdobja, ki so sooblikovala današnjo podobo Slovenije, Slovencev in Slovenske vojske. Poleg tega spremlja in dokumentira razvoj Slovenske vojske.  Arhivirano 2006-06-23 na Wayback Machine.
Sprva je deloval v Vojašnici Šentvid; od januarja 2009 se nahaja v Kadetnici Maribor.

## Poveljstvo
Načelniki
- podpolkovnik Karlo Nanut (2004 - 2005)
- polkovnik dr. Tomaž Kladnik (2005 - 2010)
- podpolkovnik Vlado Žgeč (2010 - 2013)
- major mag. Zvezdan Marković (2013 - 2015)
- polkovnik Miran Fišer (2015 - 2019)
- polkovnik Zoran Vobič (2019)
- brigadir Ernest Anželj (2019 - 2021)
- podpolkovnik mag. Zvezdan Markovič (2022 - 2023 )
- podpolkovnik Marko Hlastec (2023-)